# Våddragt
En våddragt er en dragt lavet, så man kan holde sig varm i koldt vand. Den er typisk lavet i neopren og benyttes til vandaktiviteter som dykning, surfing, triatlon og svømning i åbent vand. En våddragts isolerende evne hjælper kroppen til at holde varmen i vandet. Dette sker på to måder. For det første mindsker den stramtsiddende våddragt vandgennemstrømningen til et minimum. Det vand, der kommer ind imellem kroppen og dragten, og det vand, som lægger sig i luftlommer i selve neoprenlaget, vil hurtigt blive varmet op af kroppen. Dette stillestående vandlag udskiftes kun langsomt, og det varme vand bidrager til at holde kroppen varm. For det andet isolerer neoprenen, der er et gummiprodukt med luftbobler, mod kulden fra det omkringliggende vand.
Ud over at beskytte mod nedkøling (hypotermi), er våddragten også et sikkerhedsudstyr, som forhindrer, at dykkeren synker til bunds, fx hvis man får et ildebefindende eller kommer til skade ved en ulykke.
Våddragter fås i mange forskellige modeller og i tykkelser fra 1 til 7 mm.
Våddragter fås som Full Suit, altså en heldragt med lange ben og ærmer, Shorty, hvor der er korte ben og ærmer eller "Long John", som er med lange ben og uden ærmer. Long John våddragter bruges typisk til kajakroning.

## Dykning
Ved dykning i Danmark vil man typisk benytte en 7 mm dragt med en 5 mm shorty (vest) uden på. Da varmeafgivelse fra hovedet ofte er meget stor, vil man i Danmark også benytte en hætte, der enten er løs eller som oftest er en del af en af de to dragter.
I tropiske farvande benyttes tyndere våddragter.
Ved behov for højere isoleringsevne, bruges tørdragt.

## Svømning og triatlon
Triatleter benytter som regel våddragter til svømmedelen af en triatlon, når denne, som oftest, foregår i åbent vand. I triatlon er der regler for, hvornår man må benytte våddragter: Hvornår det er et krav, og hvornår det ikke er tilladt. Dette bestemmes af vandtemperaturen og svømmedistancen. Grænserne er sat af hensyn til triatleternes sikkerhed.
Rundt omkring i verden afholdes der hvert år mange svømmearrangementer i åbent vand, hvor det typisk anbefales deltagerne at benytte en våddragt af sikkerhedshensyn.
Svømmere og triatleter bruger ofte relativt tynde våddragter, da de tykke dragter er med til at nedsætte bevægeligheden i leddene, og desuden har så meget opdrift, at en svømmers stilling i vandet ændres markant sammenlignet med samme person, der svømmer uden våddragt. En for tyk dragt kan ødelægge svømmeteknikken.

## Surfing
Våddragter bruges ofte i Danmark indenfor surfing. Surfere adskiller sig fra dykkere og svømmere, idet surferne ofte ikke er dækket af vand under hele forløbet i vand. Derfor er behovet for varme ikke så nædvendigt som f.eks. ved dykning, men omvendt stiller våddragter til surfing store krav til fleksibilitet. Nedenfor ses de typiske tykkelser der bruges af surfere i Danmark.
1. Vandtemperaturområde (C) 18 ° -21 ° = 2/1mm våddragt
2. Vandtemperaturområde (C) 13 ° -17 ° = 3/2mm våddragt
3. Vandtemperaturområde (C) 9 ° – 13 ° = 4/3mm våddragt (med støvler)
4. Vandtemperaturområde (C) under 7 ° = 6/5mm våddragt med hætte (samt støvler og handsker)

## Eksterne links
Om våddragter hos Dansk Vandsport